# Bengt Lindskog
Bengt Lindskog (Malmö, 25 febbraio 1933 – 27 gennaio 2008) è stato un calciatore svedese, di ruolo centrocampista.

## Carriera

### Club
Nazionale svedese, Lindskog gioca nel Malmö FF da dilettante (in patria, dove all'epoca vige il dilettantismo, lavora come linotipista per vivere) quando nell'estate del 1956 viene acquistato dall'Udinese. I primi tempi soffre di disturbi al fegato. Gioca nell'Udinese due stagioni, mettendo a segno 29 reti.
In seguito si trasferisce all'Inter, voluto da Peppino Bigogno, suo allenatore nell'Udinese. A Milano gioca tre stagioni per un totale di 102 presenze e 35 reti. Nella stagione 1961-1962 approda al Lecco, dove segue la squadra bluceleste anche in Serie B.